# Alice Brady
Alice Brady (rodným jménem Mary Rose Brady; 2. listopadu 1892 New York – 28. října 1939 New York) byla americká filmová a divadelní herečka.
Svou hereckou kariéru započala v období němých filmů a postupně přešla do éry zvukového filmu. Poprvé se dostala na divadelní prkna již ve 14. letech a v 18. letech se objevila v první divadelní hře. Za svoji více než dvacetiletou hereckou kariéru natočila přes 80 filmů, mezi něž patří například Její komorník (1936) či Chicago hoří (1937), za něž získala Oscara za nejlepší ženský herecký výkon ve vedlejší roli.
Zemřela v roce 1939 na rakovinu.

## Galerie

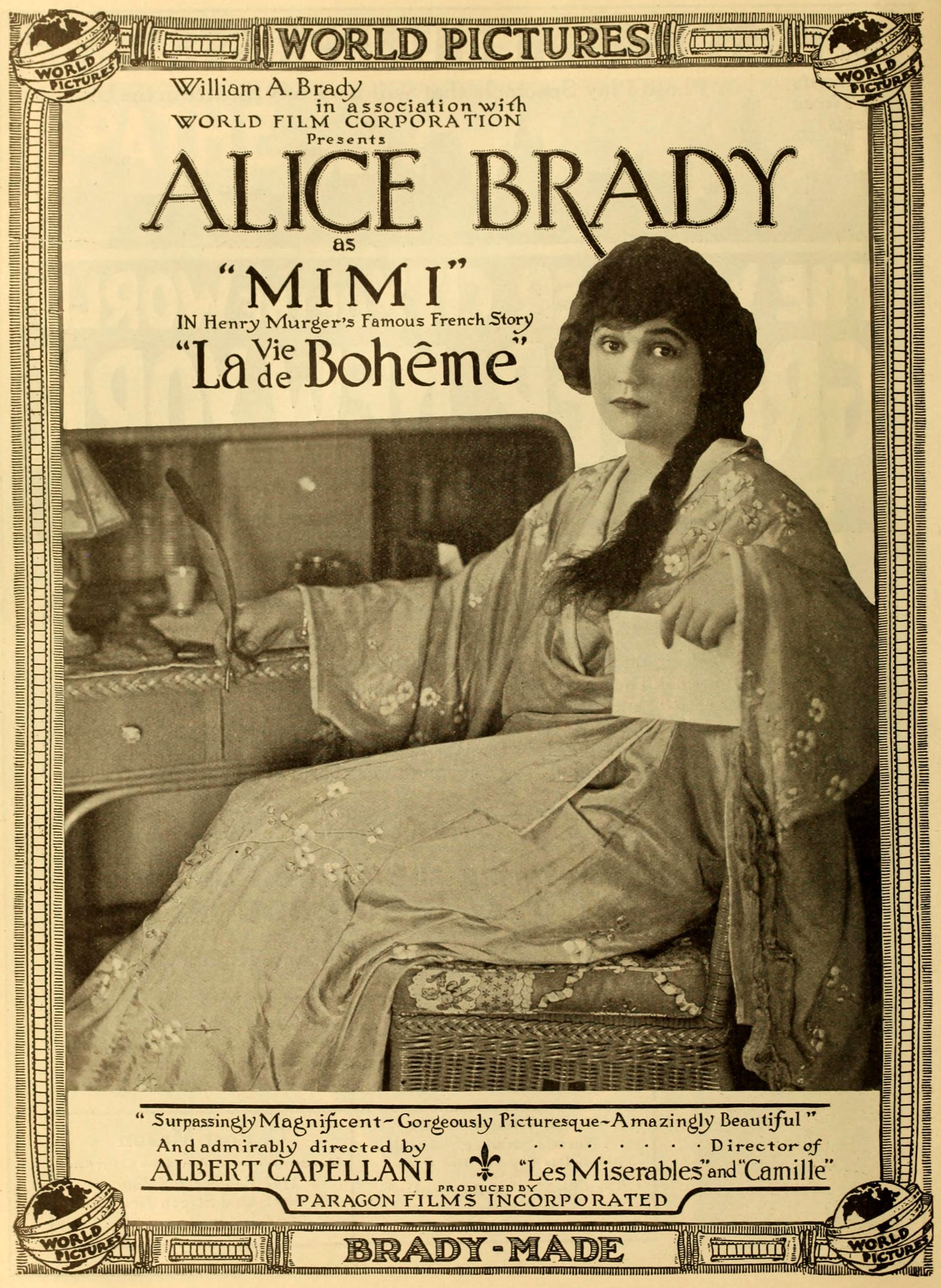
La Vie de Bohême, 1916
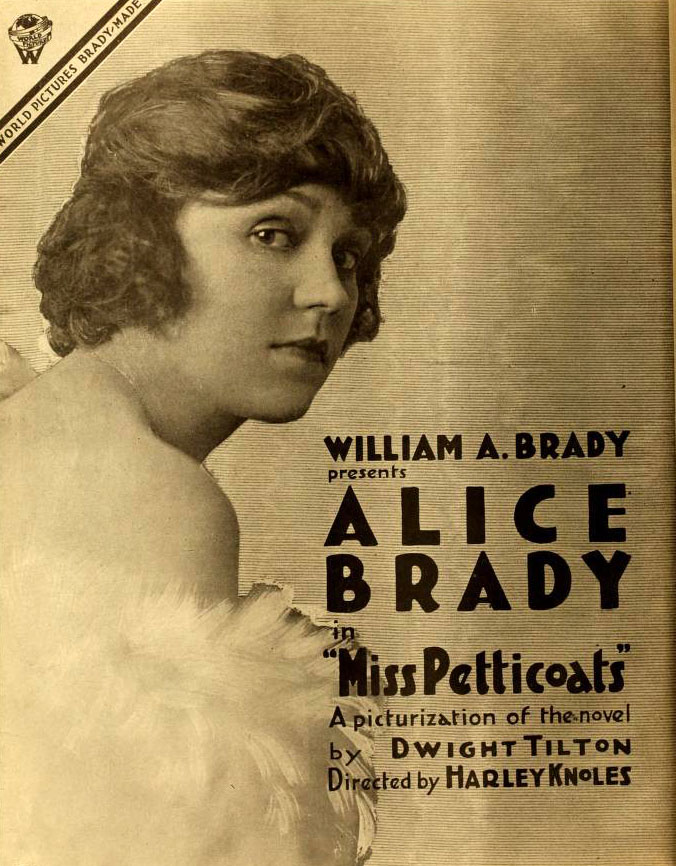
Miss Petticoats, 1916
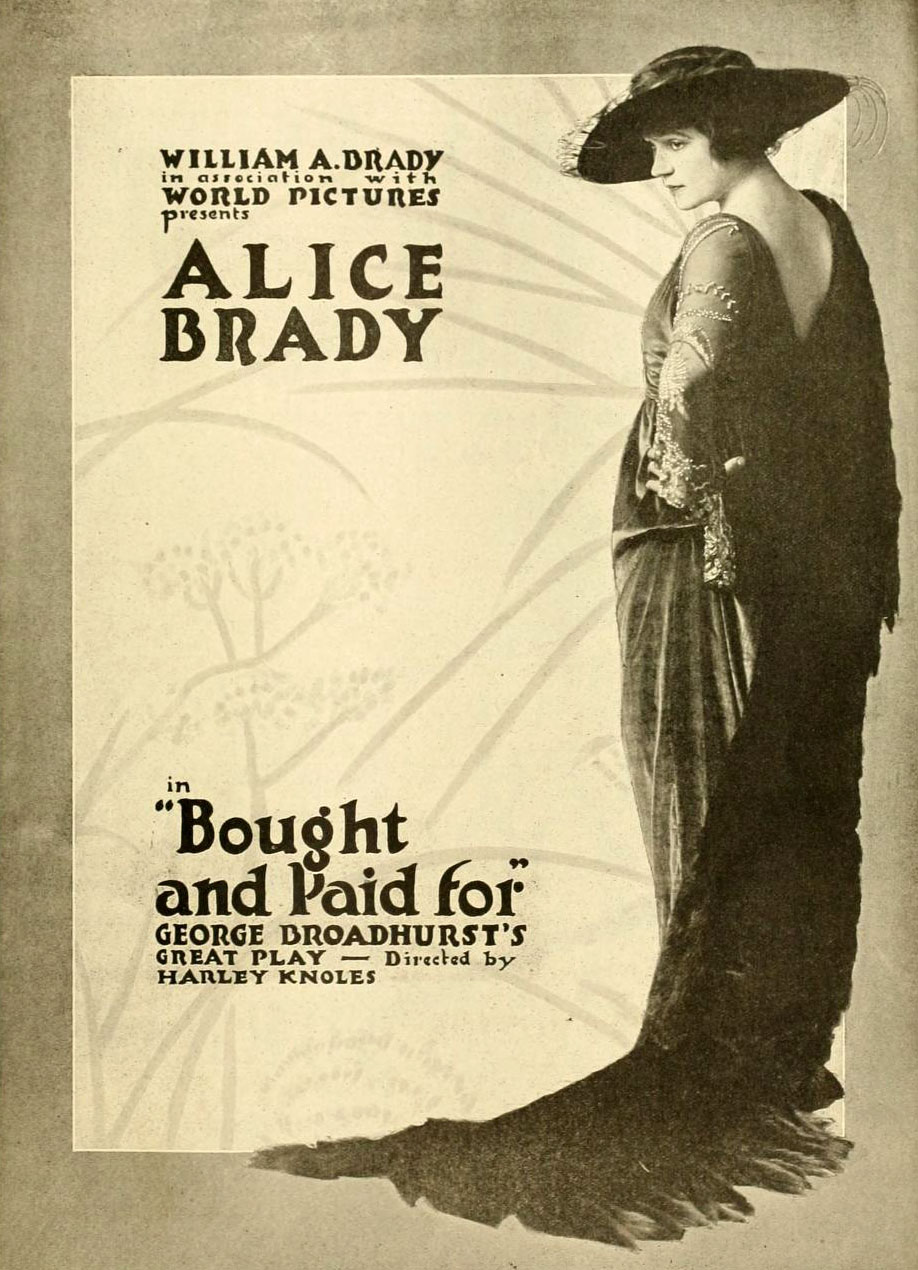
Bought and Paid For, 1916
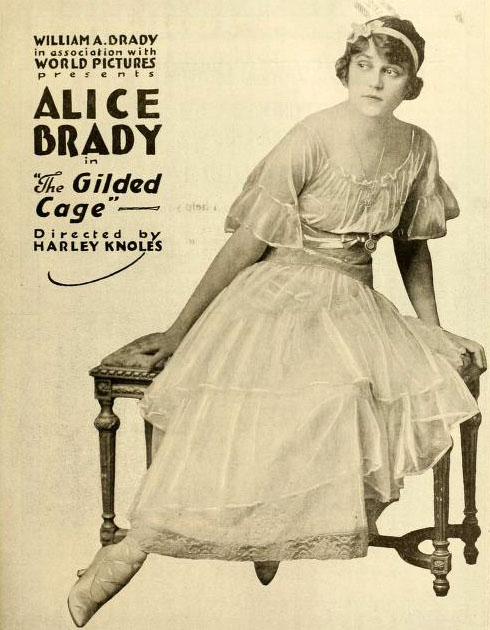
The Gilded Cage, 1916
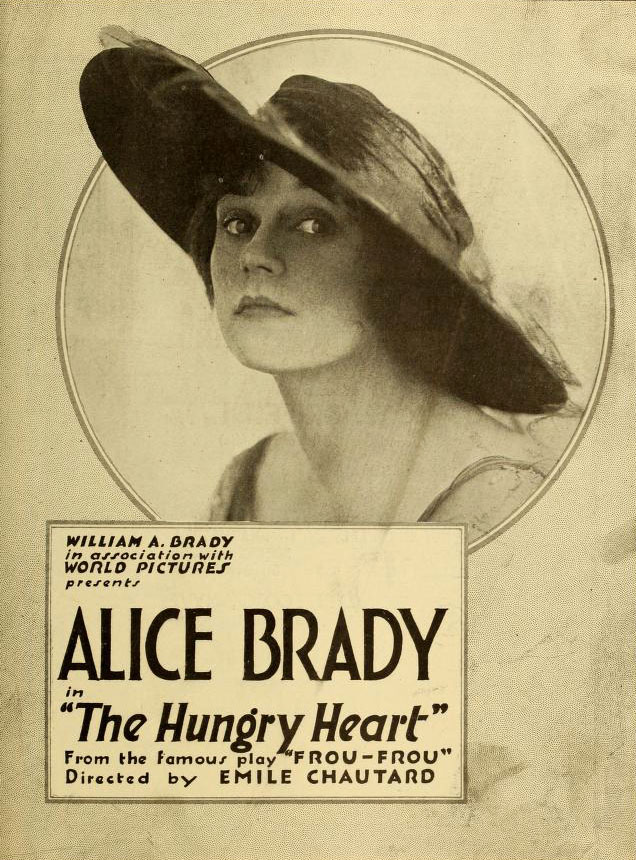
The Hungry Heart, 1917
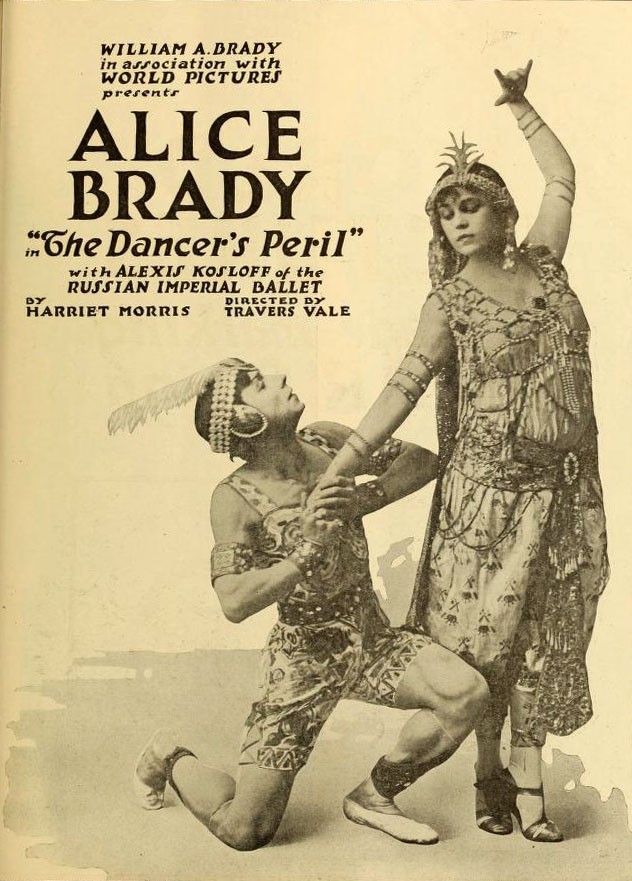
The Dancer's Peril, 1917
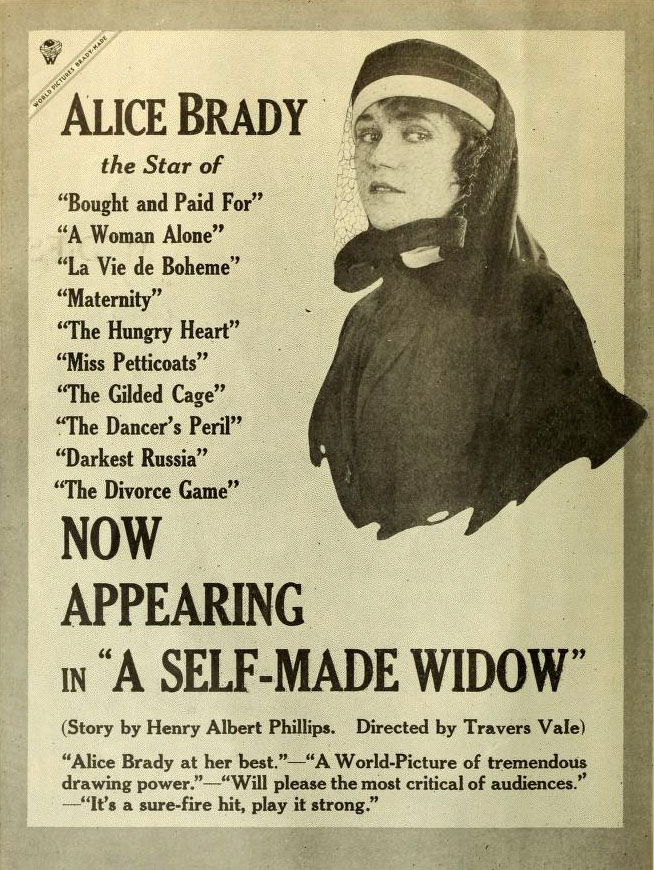
A Self-Made Widow, 1917
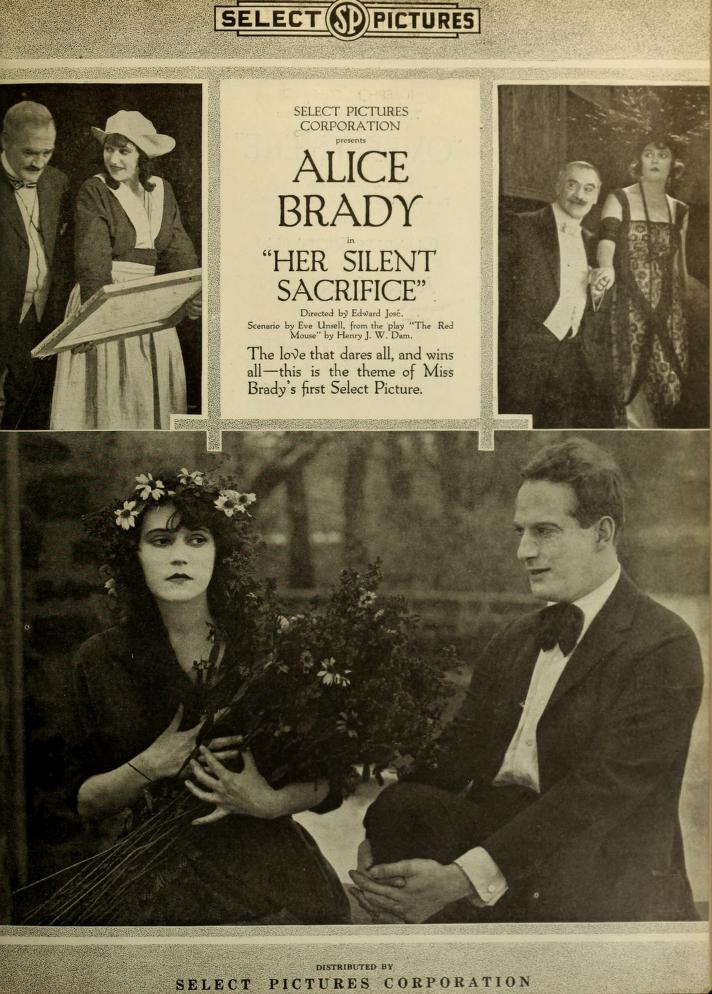
Her Silent Sacrifice, 1917
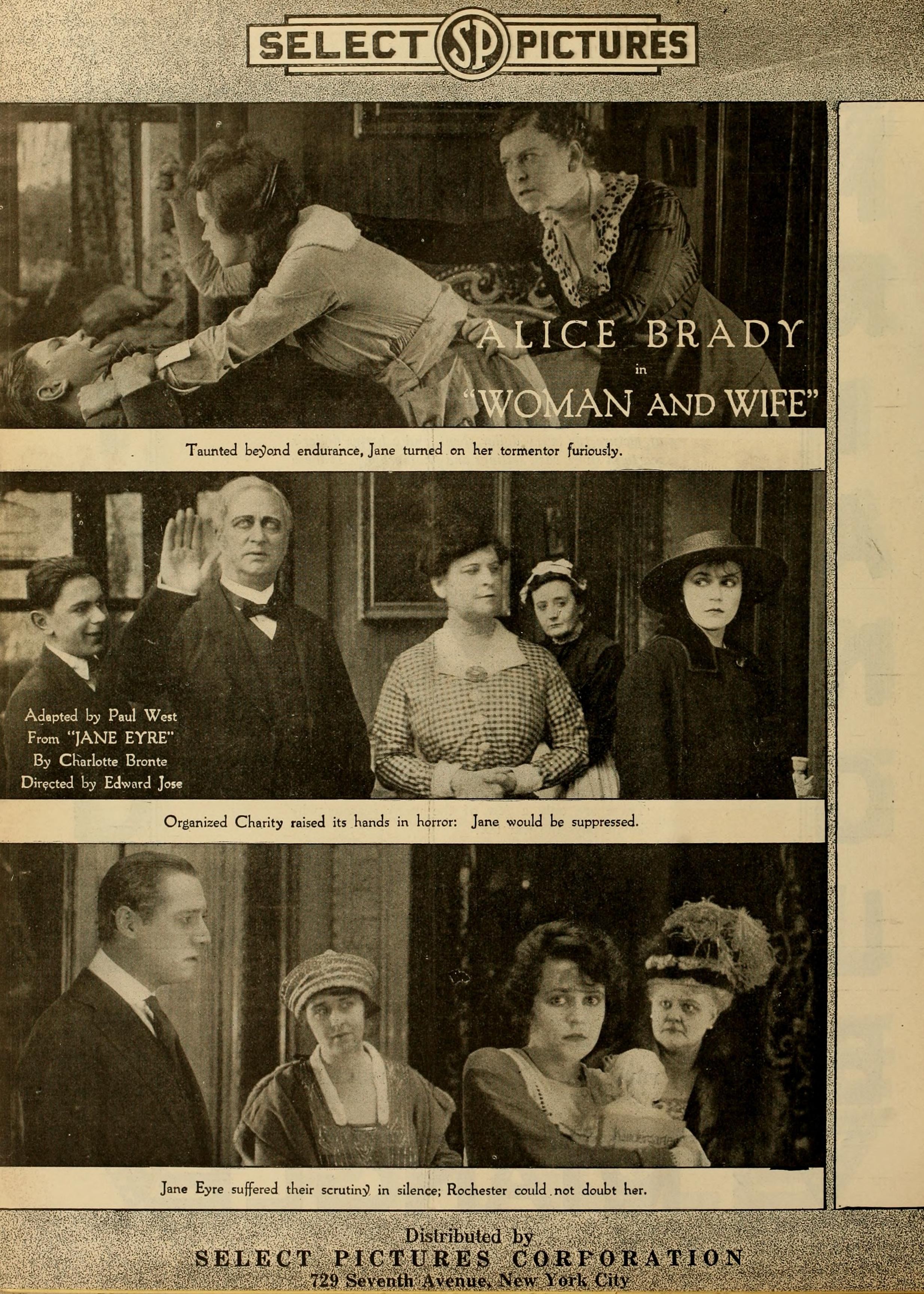
Woman and Wife, 1918
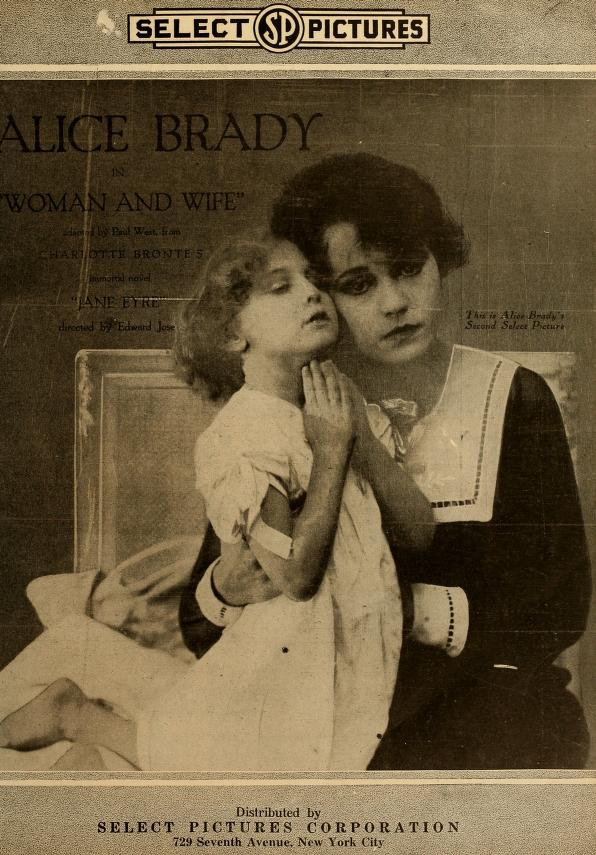
Woman and Wife, 1918
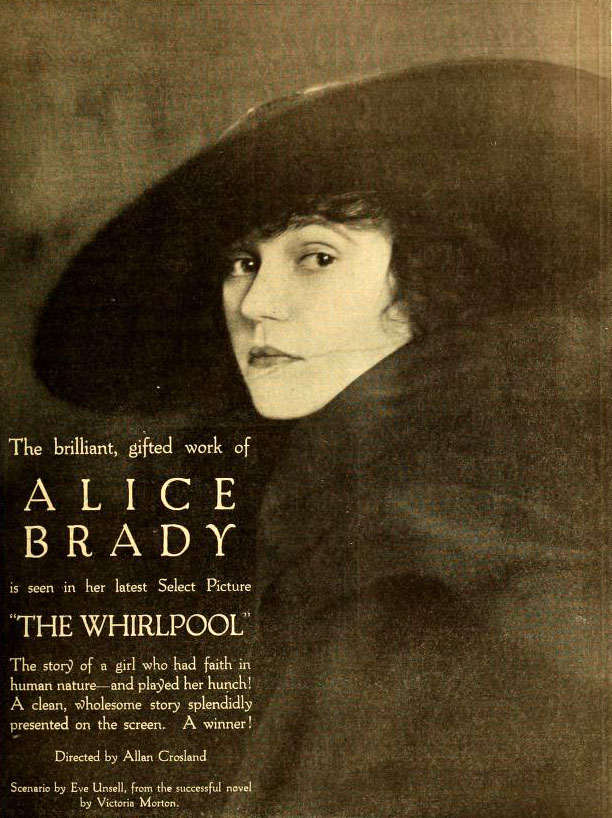
The Whirlpool, 1919
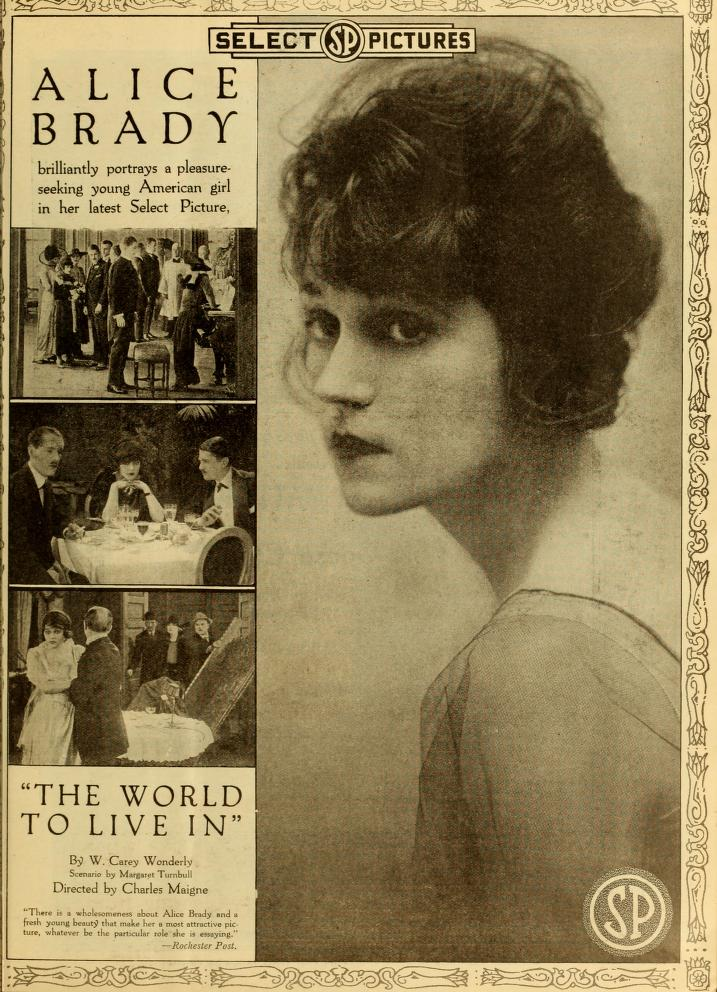
The World To Live In, 1919